# ریچلند (واشینگتن)
ریچ لند (به انگلیسی: Richland) شهری در شهرستان بنتون، ایالت واشنگتن است که در سرشماری سال ۲۰۱۰ میلادی، ۴۸۰۵۸ نفر جمعیت داشته است. 